# Boden (Svezia)
Boden (in sami di Lule: Suttes, in meänkieli: Puuti, in sami settentrionale: Suttes) è una città della Svezia capoluogo dell'omonimo comune, conta 18 680 abitanti e si trova nella contea di Norrbotten. La città riveste un'importante funzione militare ospitando la più grande guarnigione dell'Esercito svedese.

## Storia
La città è nata intorno al nodo ferroviario congiunzione della Norra Stambanan con la Malmbanan.
Un'ulteriore spinta alla sua crescita la ebbe all'inizio del XX secolo quando fu eretta la Rocca di Boden costruita allo scopo di proteggere la Svezia da un eventuale attacco proveniente dall'oriente, con la minaccia russa.
Boden ottenne il riconoscimento dello status di città (stad) nel 1919 con Decreto Reale, titolo divenuto obsoleto nel 1971 quando, nell'ordinamento svedese, furono introdotti i comuni.

## Sport
Stazione sciistica specializzata nello sci nordico, Boden ha ospitato una tappa della Coppa del Mondo di biathlon 1986 e numerose gare minori di sci di fondo.